# U 332 (Kriegsmarine)
De U 332 was een type VIIC U-boot van de Duitse Kriegsmarine tijdens de Tweede Wereldoorlog. Ze stond onder commando van Oberleutnant Eberhard Hüttemann. 

## Ondergang
De U 332 werd tot zinken gebracht op 29 april 1943 in de Golf van Biskaje ten noorden van Kaap Finisterre, Spanje, in positie 45° 8′ 0″ NB, 9° 33′ 0″ WL door dieptebommen van een Britse B-24 Liberator-vliegtuig (Squadron 224/D). Alle 45 bemanningsleden kwamen om, mede met hun commandant Eberhard Hüttemann.

## Voorafgaand geregistreerd feit
(Laatste herziening door Axel Niestlé gedurende november 1989). Tot zinken gebracht in de Golf van Biskaje ten noorden van Kaap Finisterre, in positie 44° 48′ 0″ NB, 8° 58′ 0″ WL door dieptebommen van een Australische Short Sunderland-watervliegtuig (Squadron 461/M). Deze aanval was oorzaak van het verlies van de U 465.

## Commandanten
- 7 Jun, 1941 - 27 Jan, 1943: Kptlt. Johannes Liebe
- 27 Jan, 1943 - 29 Apr, 1943: Oblt. Eberhard Hüttemann (+)